# Apostolischer Protonotar

Wappen eines Apostolischen Protonotars, erkennbar am violetten Prälatenhut (galero) mit zwölf seitlich herabhängenden roten Quasten (fiocchi)

Als Apostolischen Protonotar (lat. protonotarius apostolicus) bezeichnet man sowohl bestimmte Prälaten der Römischen Kurie als auch Träger eines hochrangigen päpstlichen Ehrentitels. Die Bezeichnung folgt aus dem historischen Amt des primicerius notariorum in Urbe (lat.: Oberster der Notare in der Stadt Rom), das schon im 5. Jahrhundert bezeugt ist.

## Notare der päpstlichen Kurie
Die eigentlichen Apostolischen Protonotare sind die Notare des Papstes und des Heiligen Stuhles. Ihre Zahl ist auf sieben festgelegt. Zusammen bilden sie ein Kollegium unter Vorsitz des dienstältesten Apostolischen Protonotars, den man als Dekan bezeichnet.
Aufgabe der Apostolischen Protonotare ist es, die Akten und Urkunden über die Verkündigung von Dogmen, Heiligsprechungen, Krönungen, Besitzergreifungen, Amtsantritt und den Tod des Papstes anzufertigen. Darüber hinaus überwachen sie die ordnungsgemäße Öffnung und Schließung eines Konklaves und führen Protokoll über die Konsistorien.
Diese eigentlichen Apostolischen Protonotare sind der ersten Sektion des Staatssekretariats zugeordnet und werden auch als Protonotarii Apostolici de numero bezeichnet.

## Päpstlicher Ehrentitel
Darüber hinaus gibt es eine zweite Gruppe Apostolischer Protonotare, die Protonotarii Apostolici supra numerum, denen dieser Titel ehrenhalber verliehen wurde. Dieser Titel ist der höchste Ehrenprälatentitel. In der Regel wurde er auf Antrag des zuständigen Diözesanbischofs an verdiente Priester vergeben, jedoch wurde diese Auszeichnung im Vergleich zu anderen Ehrentiteln sehr selten gewährt.
Im Januar 2014 beendete Papst Franziskus die Vergabe des Titels, die er schon kurz nach seiner Wahl vorläufig ausgesetzt hatte. Bereits vergebene Titel blieben erhalten. Der Titel wurde seither nur an den Priester und langjährigen Kurienmitarbeiter Udo Breitbach verliehen.
Der künftige Prälat des Opus Dei und seine Nachfolger sollen nach einem Erlass des Papstes in naher Zukunft statt der Bischofsweihe den Ehrentitel eines Protonotars erhalten.

## Ehrenrechte
Beide Klassen der Apostolischen Protonotare sind Mitglieder der Päpstlichen Familie.
Sie dürfen als Zeichen ihrer Würde wie die Päpstlichen Ehrenprälaten außerhalb des Gottesdienstes einen schwarzen Talar mit violetter Paspelierung und violetten Knöpfen sowie ein violettes Zingulum und ein in Schwarz gehaltenes Birett tragen – bei den sieben Apostolischen Protonotaren de numero mit blutroter Quaste darauf. Letztere haben darüber hinaus das Recht, die Mantelletta, einen violetten Schulterumhang aus Seide, zu tragen. In Gottesdiensten tragen Apostolische Protonotare die violette Chorkleidung. Früher kam ihnen außerdem das Recht zu, in Gottesdiensten die Pontifikalien zu verwenden.
In Deutschland ist die korrekte Anrede für einen Apostolischen Protonotar „Hochwürdigster Herr Prälat“. Bekannte deutsche Protonotare sind u. a. Balthasar Speth, Gerhard Gruber, Norbert Feldhoff, Wilhelm Imkamp, Georg May, Robert Simon.